# Dustin Ybarra
Dustin Ybarra (San Antonio, 30 de noviembre de 1989) es un comediante y actor estadounidense, reconocido por  interpretar a Tyler Medina en la serie de televisión Kevin (Probably) Saves the World y por su aparición en las películas We Bought a Zoo y Hop.

## Primeros años
Ybarra nació en San Antonio, Texas en 1989. Vivió en New Braunfels, Austin y Daingerfield antes de graduarse en la Secundaria de Trinity en Euless, Texas.

## Carrera
Su carrera inició como comediante en vivo en Texas, donde fue finalista en las competencias Funniest Dallas Comic y Funniest Comic in Texas. Su carrera como actor inició a comienzos de la década de 2010, apareciendo en la película de comedia Balls to the Wall en 2011. Durante esa década registró apariciones en otras producciones como Hop, We Bought a Zoo, Ted 2, Californication, Gotham y Us.

## Filmografía

### Cine
| Año  | Título            | Papel          | Notas |
| ---- | ----------------- | -------------- | ----- |
| 2011 | Balls to the Wall | Lewis Gardener |       |
| 2011 | Hop               | Cody           |       |
| 2011 | We Bought a Zoo   |                |       |
| 2013 | 21 & Over         | PJ Bril        |       |
| 2014 | Date and Switch   |                |       |
| 2015 | Ted 2             |                |       |
| 2019 | Nosotros          | Troy / Brand   |       |

### Televisión
| Año     | Título                                        | Papel            | Notas        |
| ------- | --------------------------------------------- | ---------------- | ------------ |
| 2009    | Live at Gotham                                | Él mismo         | 1 episodio   |
| 2012    | King of Van Nuys                              | Rodney           | 1 episodio   |
| 2012    | Gabriel Iglesias Presents Stand Up Revolution | Él mismo         | 1 episodio   |
| 2013    | Californication                               | Ross             | 3 episodios  |
| 2013–14 | Us & Them                                     | Archie           | 7 episodios  |
| 2014    | Chelsea Lately                                | Él mismo         | 5 episodios  |
| 2014–15 | The Goldbergs                                 | Nitrous          | 3 episodios  |
| 2015    | Gotham                                        | Robert Greenwood | 2 episodios  |
| 2017–18 | Kevin (Probably) Saves the World              | Tyler Medina     | 16 episodios |
| 2019    | Elena of Avalor                               | Nacho            | 1 episodio   |